# 11 février aux Jeux olympiques d'hiver de 2022
Pour un article plus général, voir Jeux olympiques d'hiver de 2022.
Le vendredi 11 février aux Jeux olympiques d'hiver de 2022 est le dixième jour de compétition.

## Programme
| Heure UTC+8 (Pékin)                           |               |
| bleu                                          | Cérémonie     |
| neutre                                        | Épreuve       |
| or                                            | Finale        |
| orange                                        | Petite finale |
| rose                                          | Reporté       |
| gris                                          | Annulé        |
| Compétition masculine                         | Hommes        |
| Compétition féminine                          | Femmes        |
| Compétition mixte (hommes et femmes mélangés) | Mixte         |
| Compétition en couple (1 homme et 1 femme)    | Couple        |
| modifier                                      |               |

| Horaire | Discipline Spécialité | Discipline Spécialité                               | Discipline Spécialité | Phase                                  | Résultats                                                    | Références |
| ------- | --------------------- | --------------------------------------------------- | --------------------- | -------------------------------------- | ------------------------------------------------------------ | ---------- |
| 09 h 05 |                       | Curling Tournoi masculin                            | Compétition hommes    | Premier tour 3e session                | 6 - 3                                                        | -          |
| 09 h 05 |                       | Curling Tournoi masculin                            | Compétition hommes    | Premier tour 3e session                | 7 - 9                                                        | -          |
| 09 h 05 |                       | Curling Tournoi masculin                            | Compétition hommes    | Premier tour 3e session                | 9 - 3                                                        | -          |
| 09 h 05 |                       | Curling Tournoi masculin                            | Compétition hommes    | Premier tour 3e session                | 4 - 5                                                        | -          |
| 09 h 30 |                       | Snowboard Half-pipe hommes                          | Compétition hommes    | Finale                                 | Ayumu Hirano · Scotty James · Jan Scherrer                   | -          |
| 09 h 30 |                       | Skeleton Épreuve féminine                           | Compétition femmes    | Manche 1                               | -                                                            | -          |
| 11 h 00 |                       | Ski alpin Super G                                   | Compétition femmes    | Finale                                 | Lara Gut-Behrami · Mirjam Puchner · Michelle Gisin           | -          |
| 11 h 00 |                       | Skeleton Épreuve féminine                           | Compétition femmes    | Manche 2                               | -                                                            | -          |
| 12 h 10 |                       | Hockey sur glace Tournoi féminin                    | Compétition femmes    | Quart de finale Match 21               | 4 - 1                                                        | -          |
| 12 h 10 |                       | Hockey sur glace Tournoi masculin                   | Compétition hommes    | Tour préliminaire Groupe B - Match 7   | 0 - 2                                                        | -          |
| 14 h 05 |                       | Curling Tournoi féminin                             | Compétition femmes    | Premier tour 3e session                | 8-4                                                          | -          |
| 14 h 05 |                       | Curling Tournoi féminin                             | Compétition femmes    | Premier tour 3e session                | 5-8                                                          | -          |
| 14 h 05 |                       | Curling Tournoi féminin                             | Compétition femmes    | Premier tour 3e session                | 8-7                                                          | -          |
| 14 h 05 |                       | Curling Tournoi féminin                             | Compétition femmes    | Premier tour 3e session                | 9-7                                                          | -          |
| 15 h 00 |                       | Ski de fond Classique (15 km)                       | Compétition hommes    | Finale                                 | Iivo Niskanen · Alexander Bolshunov · Johannes Høsflot Klæbo | -          |
| 16 h 00 |                       | Patinage de vitesse 10 000 m                        | Compétition hommes    | Finale                                 | Nils van der Poel · Patrick Roest · Davide Ghiotto           | -          |
| 16 h 40 |                       | Hockey sur glace Tournoi masculin                   | Compétition hommes    | Tour préliminaire Groupe B - Match 8   | 2 - 1                                                        | -          |
| 16 h 40 |                       | Hockey sur glace Tournoi masculin                   | Compétition hommes    | Tour préliminaire Groupe C - Match 9   | 4 - 1                                                        | -          |
| 17 h 00 |                       | Biathlon Sprint femmes                              | Compétition femmes    | Finale                                 | Marte Olsbu Røiseland · Elvira Öberg · Dorothea Wierer       | -          |
| 17 h 45 |                       | Saut à ski Grand tremplin                           | Compétition hommes    | Manche d'essai pour les qualifications | -                                                            | -          |
| 19 h 00 |                       | Saut à ski Grand tremplin                           | Compétition hommes    | Qualifications                         | -                                                            | -          |
| 19 h 00 |                       | Patinage de vitesse sur piste courte 1 000 m        | Compétition femmes    | Quarts de finale                       | -                                                            | -          |
| 19 h 18 |                       | Patinage de vitesse sur piste courte 500 m          | Compétition hommes    | Séries                                 | -                                                            | -          |
| 19 h 55 |                       | Patinage de vitesse sur piste courte 1 000 m        | Compétition femmes    | Demi-finale                            | -                                                            | -          |
| 20 h 04 |                       | Patinage de vitesse sur piste courte Relais 5 000 m | Compétition hommes    | Demi-finale                            | -                                                            | -          |
| 20 h 05 |                       | Curling Tournoi masculin                            | Compétition hommes    | Premier tour 4e session                | 10 - 2                                                       | -          |
| 20 h 05 |                       | Curling Tournoi masculin                            | Compétition hommes    | Premier tour 4e session                | 8 - 3                                                        | -          |
| 20 h 05 |                       | Curling Tournoi masculin                            | Compétition hommes    | Premier tour 4e session                | 3 - 5                                                        | -          |
| 20 h 20 |                       | Skeleton Épreuve masculine                          | Compétition hommes    | Manche 3                               | -                                                            | -          |
| 20 h 37 |                       | Patinage de vitesse sur piste courte 1 000 m        | Compétition femmes    | Finale                                 | Suzanne Schulting · Choi Min-jeong · Hanne Desmet            | -          |
| 21 h 55 |                       | Skeleton Épreuve masculine (manche 4)               | Compétition hommes    | Finale                                 | Christopher Grotheer · Axel Jungk · Yan Wengang              | -          |
| 21 h 10 |                       | Hockey sur glace Tournoi féminin                    | Compétition femmes    | Quart de finale Match 22               | 11 - 0                                                       | -          |
| 21 h 10 |                       | Hockey sur glace Tournoi masculin                   | Compétition hommes    | Tour préliminaire Groupe C - Match 10  | 1 - 3                                                        | -          |

## Tableau des médailles provisoire
- Pays organisateur (Chine)

| Rang  | Nation       | Or | Argent | Bronze | Total |
| ----- | ------------ | -- | ------ | ------ | ----- |
| 01    | Allemagne    | 1  | 1      | 0      | 2     |
| 01    | Pays-Bas     | 1  | 1      | 0      | 2     |
| 01    | Suède        | 1  | 1      | 0      | 2     |
| 04    | Suisse       | 1  | 0      | 2      | 3     |
| 05    | Norvège      | 1  | 0      | 1      | 2     |
| 06    | Finlande     | 1  | 0      | 0      | 1     |
| 06    | Japon        | 1  | 0      | 0      | 1     |
| 08    | Australie    | 0  | 1      | 0      | 1     |
| 08    | Autriche     | 0  | 1      | 0      | 1     |
| 08    | Corée du Sud | 0  | 1      | 0      | 1     |
| 08    | ROC          | 0  | 1      | 0      | 1     |
| 12    | Italie       | 0  | 0      | 2      | 2     |
| 13    | Belgique     | 0  | 0      | 1      | 1     |
| 13    | Chine        | 0  | 0      | 1      | 1     |
| Total | Total        | 7  | 7      | 7      | 21    |

| Rang  | Nation           | Or | Argent | Bronze | Total |
| ----- | ---------------- | -- | ------ | ------ | ----- |
| 01    | Allemagne        | 7  | 4      | 0      | 11    |
| 02    | Norvège          | 6  | 3      | 5      | 14    |
| 03    | Pays-Bas         | 5  | 4      | 1      | 10    |
| 04    | Suède            | 5  | 2      | 2      | 9     |
| 05    | Autriche         | 4  | 6      | 4      | 14    |
| 06    | États-Unis       | 4  | 5      | 1      | 10    |
| 07    | Chine            | 3  | 3      | 1      | 7     |
| 08    | ROC              | 2  | 4      | 6      | 12    |
| 09    | Italie           | 2  | 4      | 4      | 10    |
| 10    | Japon            | 2  | 2      | 4      | 8     |
| 11    | Slovénie         | 2  | 1      | 2      | 5     |
| 12    | Suisse           | 2  | 0      | 5      | 7     |
| 13    | France           | 1  | 5      | 0      | 6     |
| 14    | Canada           | 1  | 4      | 7      | 12    |
| 15    | Finlande         | 1  | 1      | 2      | 4     |
| 16    | Australie        | 1  | 1      | 1      | 3     |
| 16    | Corée du Sud     | 1  | 1      | 1      | 3     |
| 18    | Tchéquie         | 1  | 0      | 1      | 2     |
| 19    | Nouvelle-Zélande | 1  | 0      | 0      | 1     |
| 19    | Slovénie         | 1  | 0      | 0      | 1     |
| 21    | Biélorussie      | 0  | 1      | 0      | 1     |
| 21    | Espagne          | 0  | 1      | 0      | 1     |
| 23    | Hongrie          | 0  | 0      | 2      | 2     |
| 24    | Belgique         | 0  | 0      | 1      | 1     |
| 24    | Lettonie         | 0  | 0      | 1      | 1     |
| 24    | Pologne          | 0  | 0      | 1      | 1     |
| Total | Total            | 52 | 52     | 52     | 156   |